# 音乐

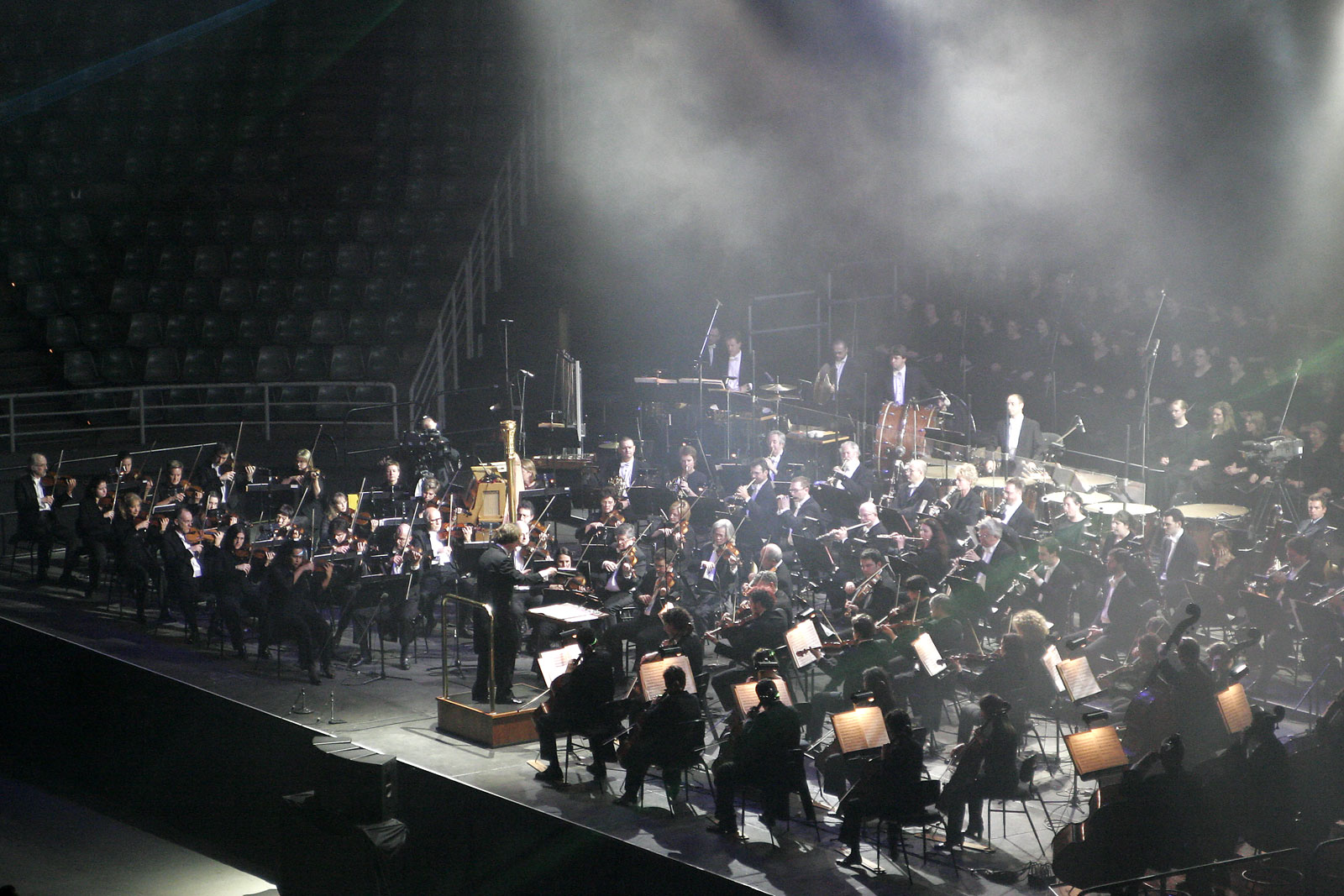
交响乐团演奏

音樂，廣義而言，就是指任何以聲音組成的藝術。英文Music一詞源於古希臘語的μουσική（mousike），意即缪斯（muse）女神的藝術。而中文的音樂二字，東漢許慎《說文解字》解釋為「音，聲也。生於心，有節於外，謂之音。」認為音樂和聲音的區別，在於音樂需要透過人心去想像和創造。
音樂可分為創作、演奏、聆聽三個過程，在不同文化和社會，對於音樂的過程及其重要性都有不同的理解。
音樂的主要元素有音高、節奏和音色。音樂可以分為不同種類，但每種種類的區別常常是含糊和具爭議的，而不同種類的音樂會不同程度地強調或忽略某些音樂元素。至於何謂聲音，或者樂音和噪音的區別，則沒有公認的標準，也因著文化與社會背景而有所不同。許多在當時代具突破性或前衛的音樂被時人批評為「非音樂」，例如貝多芬的大賦格以及早期的爵士樂等等。但近代有不少音樂家不認同傳統的理解，例如二十世紀美國作曲家約翰·凱吉認為任何聲音和靜默皆是音樂。
音樂可以用樂譜描述，依據樂譜演奏，但也有不少音樂類型如民歌或爵士樂是由演奏者即興創作的。樂譜作為一種符號的語言，只能描述聲音的屬性或指示演奏所需的技巧，卻無法記錄聲音本身。因此在錄音技術出現之前，欣賞音樂必需現場聆聽，或自己親身參與演奏。傳統上欣賞音樂有特定的場所，從古時的宮庭、教堂、廟宇到今天的音樂廳、酒吧等等。十九世紀末，留聲機的發明令聲音可以记录和複製，改變了欣賞音樂的模式；一般認為錄音、通訊技術和大眾媒體是流行音樂形成的主要因素，從早期的唱片、音樂錄像及無線電，到當今的影音網站或串流平台，都是人們接觸音樂的管道。
演奏音樂需要透過歌唱或樂器。廣義的樂器包括一切可以發出聲音的工具，在石器時代人們已經開始製作原始的樂器。今天電腦和不少電子音樂產品可以透過MIDI製作音樂。
音樂是一种需要學習的技能，而在不少國家的基礎教育中包括有音樂課，而一些音樂學院則提供專業的音樂教育。音乐学是一個歷史的科学的研究音乐的广阔领域，其中包括音乐理论和音乐史。另外自十九世紀末開始有民族音樂學，研究各地不同的音樂文化。而音樂產業也包含了許多面向：音樂的創造者（作曲家與填詞人），音樂的演奏者（樂團樂手、歌手或指揮），音樂的錄製者（包含音訊工程師），音樂活動的籌備者，以及音樂資源（唱片或樂譜）的販售者。

## 要素
音樂要素的不同组合组成了每首音乐独特的性格，使人在聆听不同音乐时能瞭解其結構及表情，盡可能察覺是哪个民族、地区、時代與類型的音乐。每個國家對於音樂要素的官方定義不盡相同，但大致共有的要素包括：
- 音高（旋律、和弦）
- 節奏（速度、節拍、銜接）
- 音色

不同頻率的聲音在不同時間所發出，形成旋律；不同頻率的聲音在同一時間或在極短時段內發出，形成和弦。拍子的快慢構成速度，規律性的強拍和弱拍形成節拍，音符之間的連貫狀況則謂之銜接。
常用的音高形成音階和調性；若要豐富音樂的織體，可以藉由對位法與和聲法。對位是令多條不同的旋律線同時和諧奏出，和聲則探討多個和弦的連續搭配，這兩種手法某程度是相對的。
音樂的織體主要有三種類型。單音音樂（Monophony）是最簡單的音樂織體，僅有單一旋律線，只包含了旋律和節奏兩項要素。如果有一條居支配地位的主旋律配以不同的和弦，便是主音音樂（Homophony）。若有兩條以上彼此獨立的旋律線交織，則是複音音樂（Polyphony）。
最後，每种乐器和每个人声都有自己独特的音色，不同音色的乐器组合賦予音樂独特的音響效果、情緒，以及象徵意義；安排这些乐器的组合叫做配器。

## 功能
音乐是一种符号，一种声音符号，表达人的所思所想。是人们思想的载体之一。音乐是有目的的，是有内涵的，其中隐含了作者的生活体验，思想情怀。音乐从声波上分析它介于噪声和频率不变的纯音之间，从效果上讲它可以带给人美的享受和表达人的情感。
音乐是社会行为的一种形式，通过音乐人们可以互相交流情感和生活体验。在歌曲中这种作用表现得最为突出。
在中国古代就有完善的乐礼制度，古代圣贤的君主会通过‘乐’、‘礼’来归顺百姓身心与言行，达到治理国家作用。儒家讲，“大乐与天地同和，大礼与天地同节”，人们也能通过音乐与天地及万物沟通，从而得到智慧的提升与身心的净化。现在的科学家研究，古典音乐对调理人的身心有很大的好处，特别是莫扎特的音乐，对人的大脑有益处，还可以减少癫痫病患者的发病的机率 （页面存档备份，存于），所以好的音乐对人会起到调理身体，减少疾病发作的功效。

## 理论
- 音乐学
- 音乐他律论
- 音乐自律论

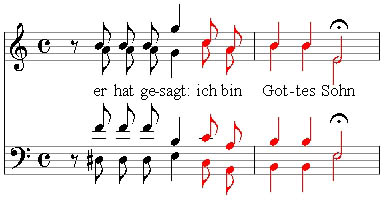
乐谱

古希腊哲学家毕达哥拉斯，将音乐解释为“数”的和谐在时间中的表达。
古代伟大音乐家的创作和民歌的流行基本是凭借灵感产生的，后来的学者在研究这些能流行多年的音乐，逐渐总结出理论，其后的音乐家就在这些理论的指导下进行创作。
音乐理论证明哪些音乐能被大多数人接受，使人感到悦耳。现代并结合物理声学的研究结果，使理论不断发展完善。

## 形式
音乐主要有两种形式：用人声唱的声乐和用乐器奏的器乐，不论是声乐或器乐都有许多种结合的方式，如独唱、合唱、对唱，独奏、协奏，交响乐等。两者也可以混合，声乐用乐器伴奏，或在器乐交响乐中混入人声等等。

### 声乐
聲樂是由一個或多個歌手表演的音樂形式，使用樂器伴奏與否皆可，而人聲是作品的重點。含有人聲但重點不在其上的樂曲一般稱作器樂（如古斯塔夫·霍爾斯特的《行星組曲》中沒有歌詞的女聲合唱）。沒有樂器伴奏的合唱曲則通常稱為無伴奏合唱（a cappella，又稱阿卡貝拉）。
對於聲樂而言，相當多聲樂作品（部份或全部）為模仿其他聲音或純粹內容抽象，而運用非語言音節甚或是噪音，然而一般人特別注意歌詞的使用。較短小且含有歌詞的聲樂作品常稱為歌曲。
聲樂也許是最古老的音樂形式，因為它不需要任何樂器，僅僅人聲便可。在各種音樂文化中都存在著某種形式的聲樂。語言和音樂目的雖不同，皆有共同的音樂因子。
人聲又因性別、音域的高低、音質等不同，分成以下幾種声部：
- 女高音（soprano）
- 女中音（Mezzo-soprano，又作次女高音）
- 女低音（alto/contralto）
- 男高音（tenore/tenor）
- 男中音（baritone）
- 男低音（basso/bass）

### 器乐
器乐是相对于声乐而言，完全用乐器演奏而不用人声或人声处于附属地位的音乐。演奏的乐器可以包括所有种类的弦乐器、木管乐器、铜管乐器和打击乐器，有的器乐曲也应用部分人声，一般没有歌词只是作为效果，但部分作曲家有时也加入一些人声，例如贝多芬写作的《第九交响曲》中也加入合唱部分《欢乐颂》，但正確来说交响曲大部分為器乐而做，較少為了声乐而做。

## 各地区音乐

### 西方

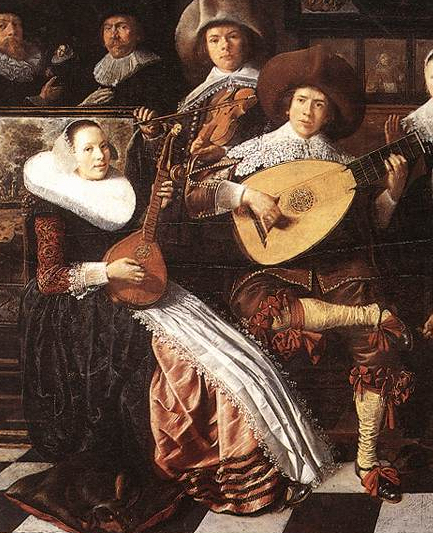
欧洲古代音乐演奏

西方音乐主要指欧洲的音乐，由于欧洲历史上统治阶层比较重视音乐，因此许多音乐家都得到了贵族的资助和保护，由此而发展出了相对较完善的音乐理论。目前西方的音乐理论在全世界的音乐界占有主导地位，欧洲音乐界发展的记谱法和作曲的程式得到世界的公认。
- 西方音乐史
  - 古希臘音樂
  - 古羅馬音樂（英语：Music of ancient Rome）
  - 中世纪时期的音乐
  - 文艺复兴时期的音乐
  - 巴洛克音乐
  - 古典主義音樂
  - 浪漫音乐
  - 現代音樂
  - 新世紀音樂
- 西洋乐器

### 中国

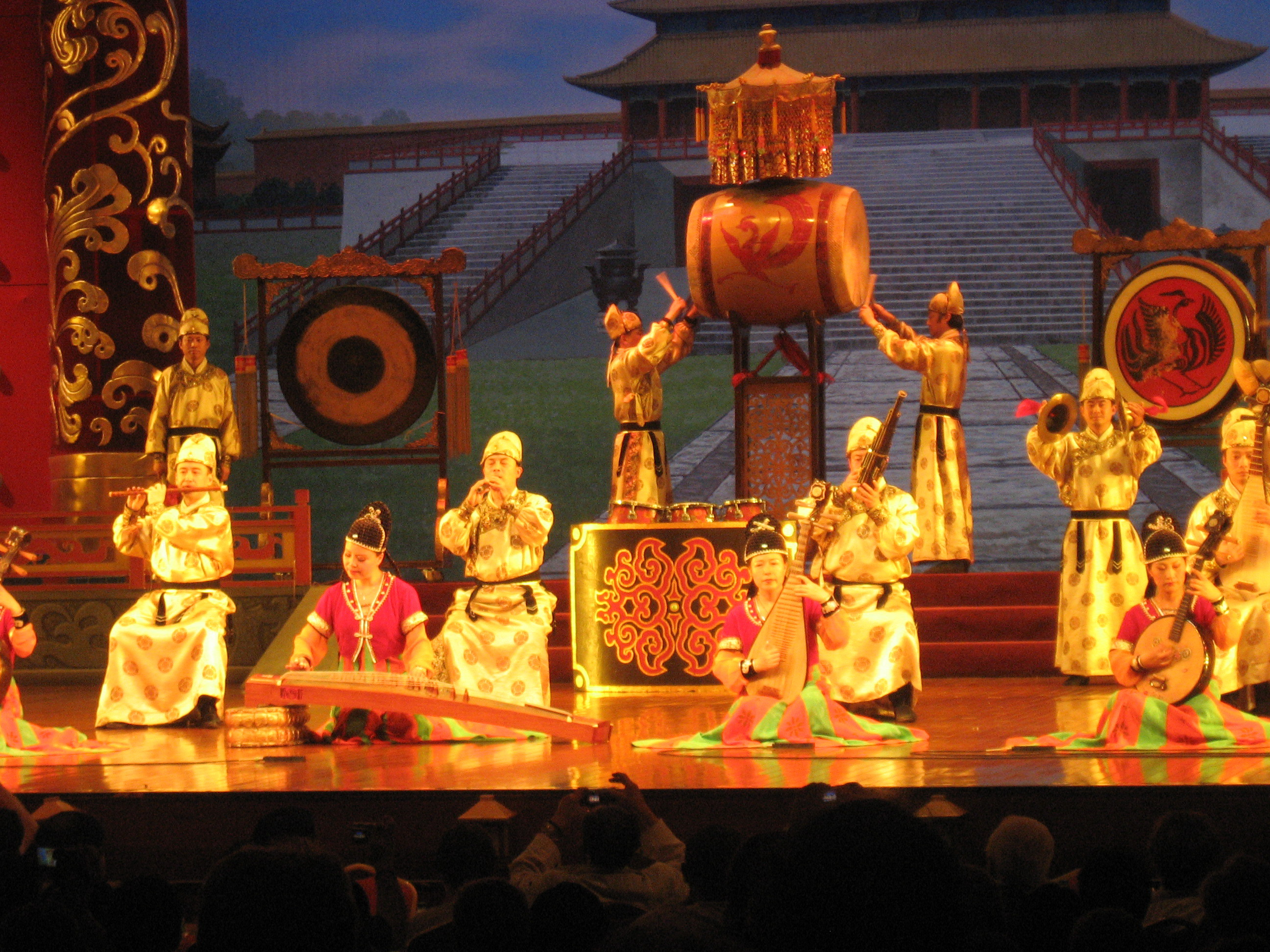
宮廷樂表演

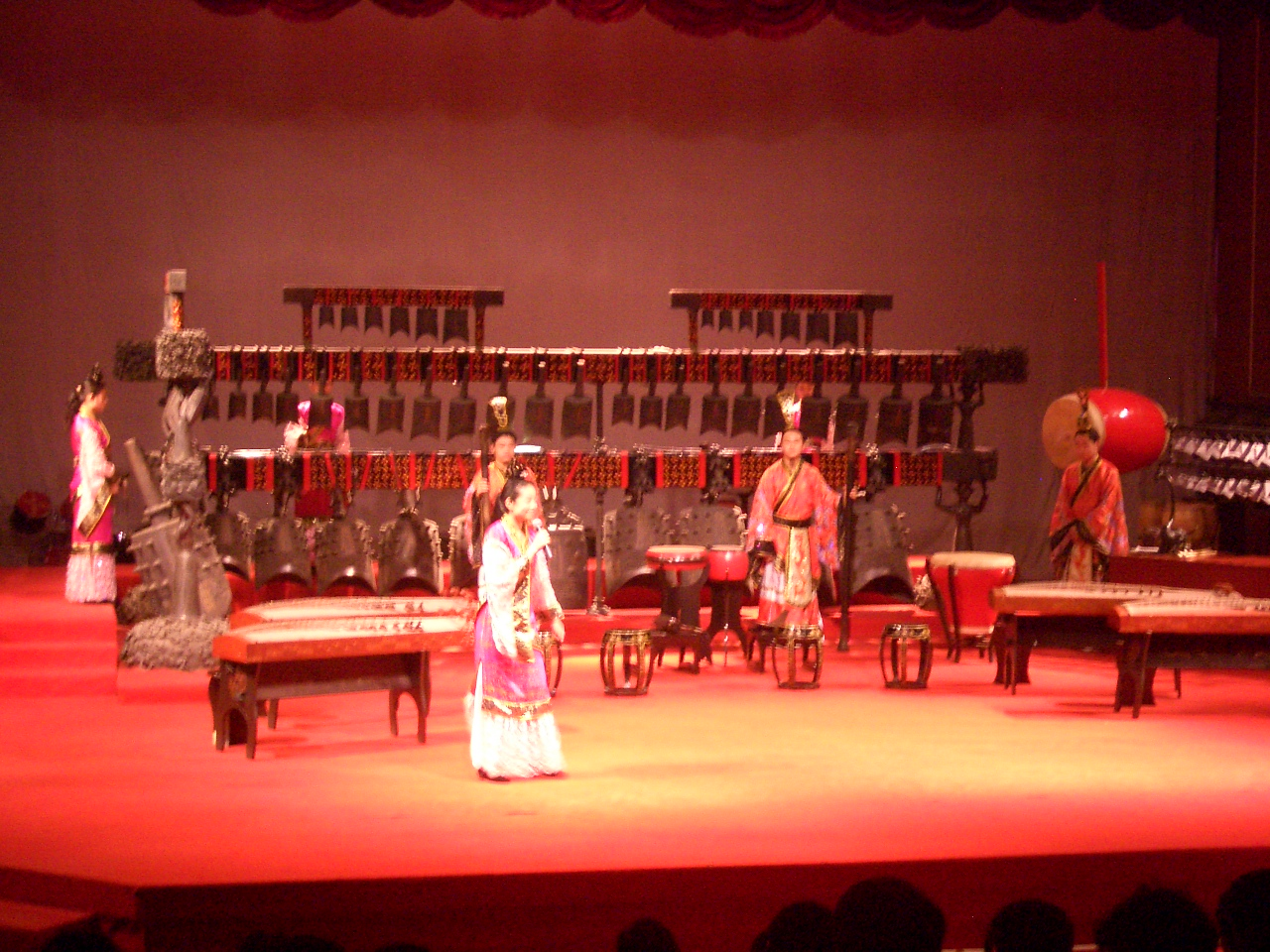
編鐘演奏

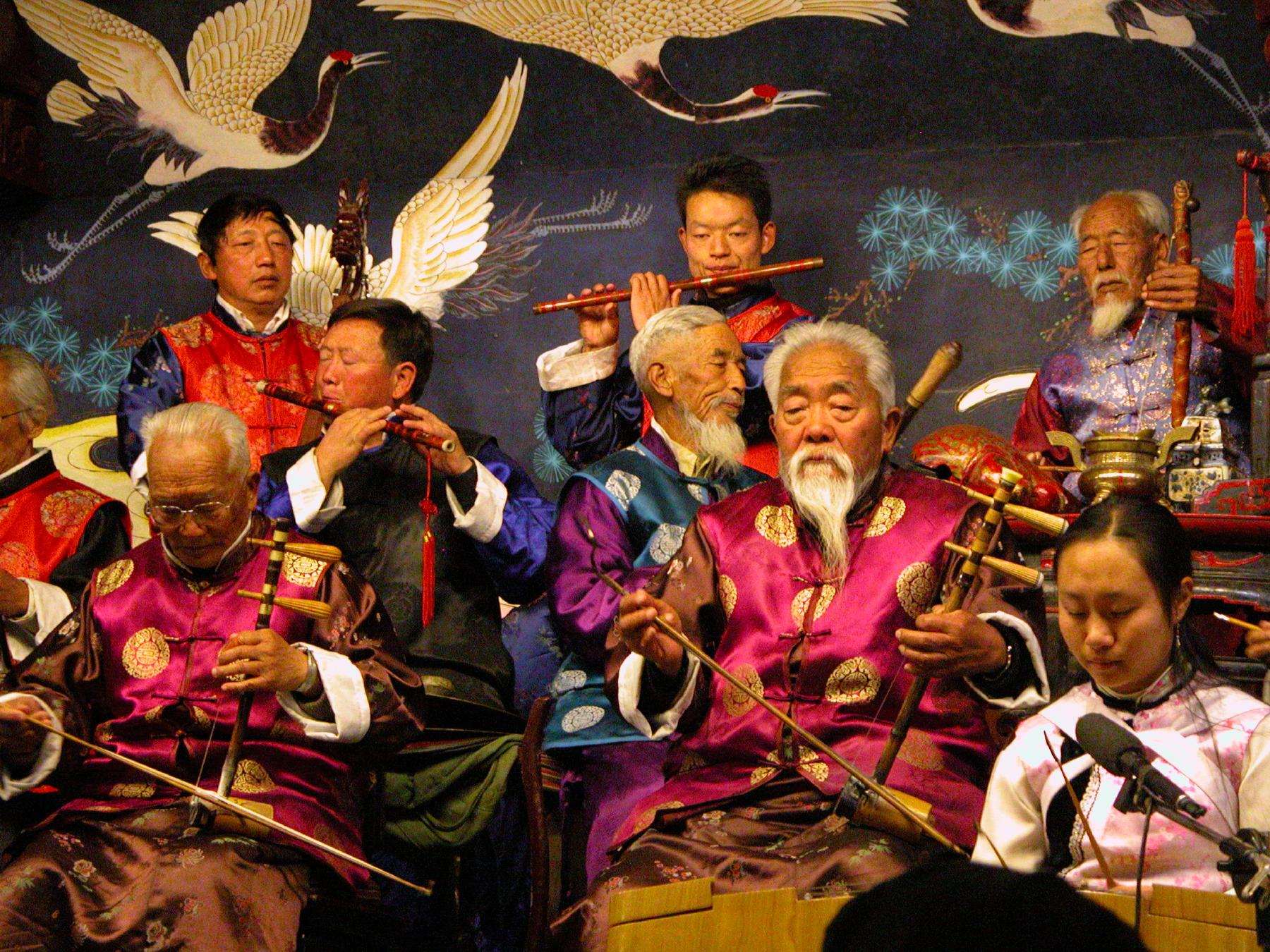
纳西古乐演奏者

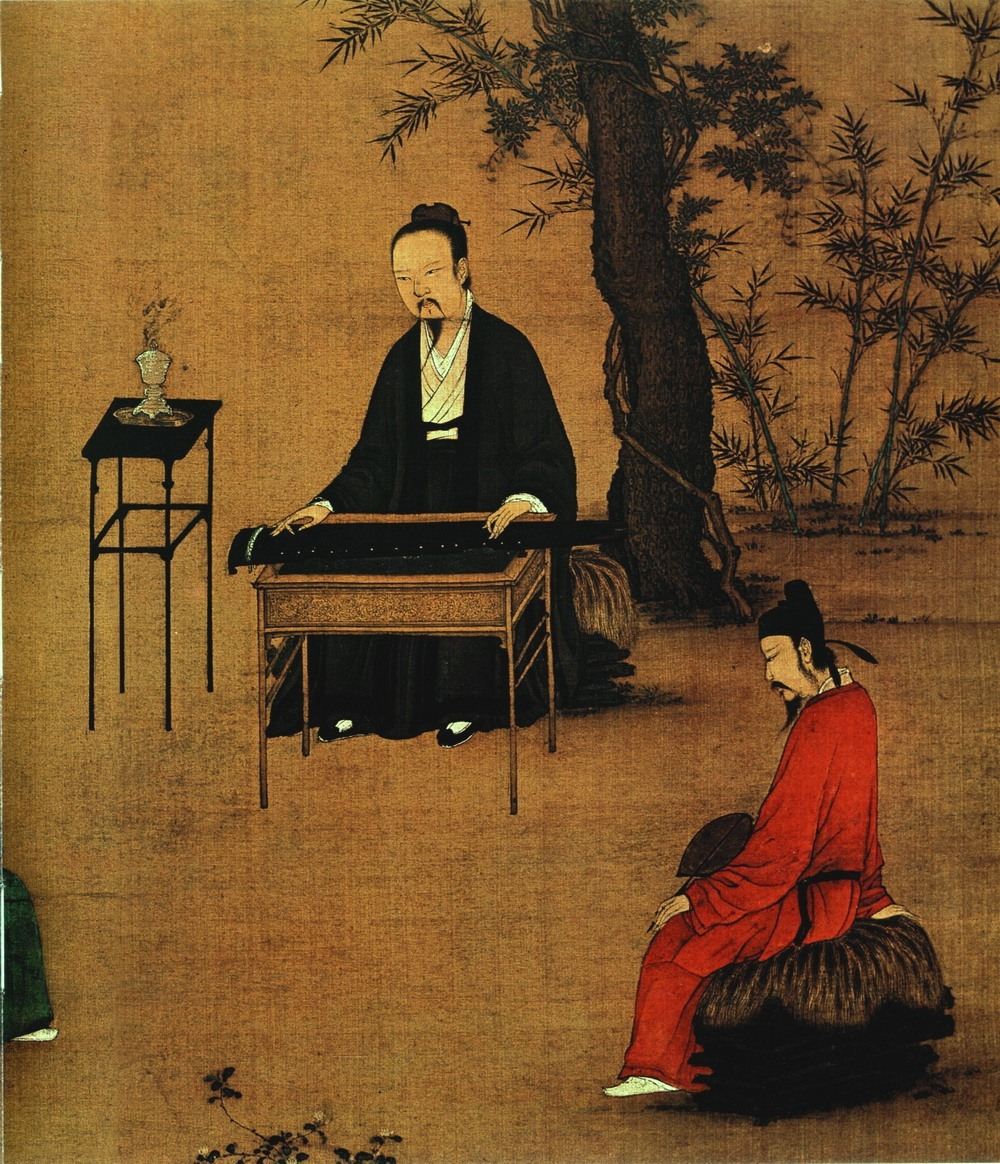
北宋宋徽宗所繪古琴畫作

先秦時代，禮樂制度被賦予維繫社會秩序的功能。在中國傳統思想裡，音樂與人心情感間的關係受到很大的重視，尤其儒家思想認為音樂對人性具有教化啟迪的作用，這在《詩經》大序、《禮記・樂記》、《荀子・樂論篇》、《史記・樂書》等作品中均可了解。甚至十三經中的《樂經》對音樂的功能也做了更深入的說明，惜今已失傳。
中国地域广阔，民族繁多，各地的民间音乐素材非常丰富。现代中国吸收了西方音乐的理论来整理古代的文献和民间音乐，编写民族乐器的曲目，使中国音乐有了很大的发展。
中国古代音乐家的地位不高，没有统治阶级对音乐的有效保护，所以虽然很早就发明了记谱法，但许多有名的作品没有能够流传下来，大部分流传下来的作品都是依靠民间艺人口传心授。但另一方面，古代大量士人官僚本身却精通音乐，如孔子、周瑜、阮籍、苏轼等皆是有名的琴人。
- 中国音乐史
  - 秦、汉以前音乐
  - 汉、唐时期音乐
  - 宋、元时期音乐
  - 明、清时期音乐
  - 中国近代音乐
  - 中国现代音乐
- 中国民族乐器

中国音乐分类
- 按类型
  - 戏剧音乐
  - 宗教音乐
  - 宫廷音乐
  - 民间音乐
  - 中国民族器乐
  - 民歌

- 按地域
  - 广东音乐
  - 江南丝竹
  - 东北秧歌
  - 西北民歌
  - 定县音乐

### 其他地区

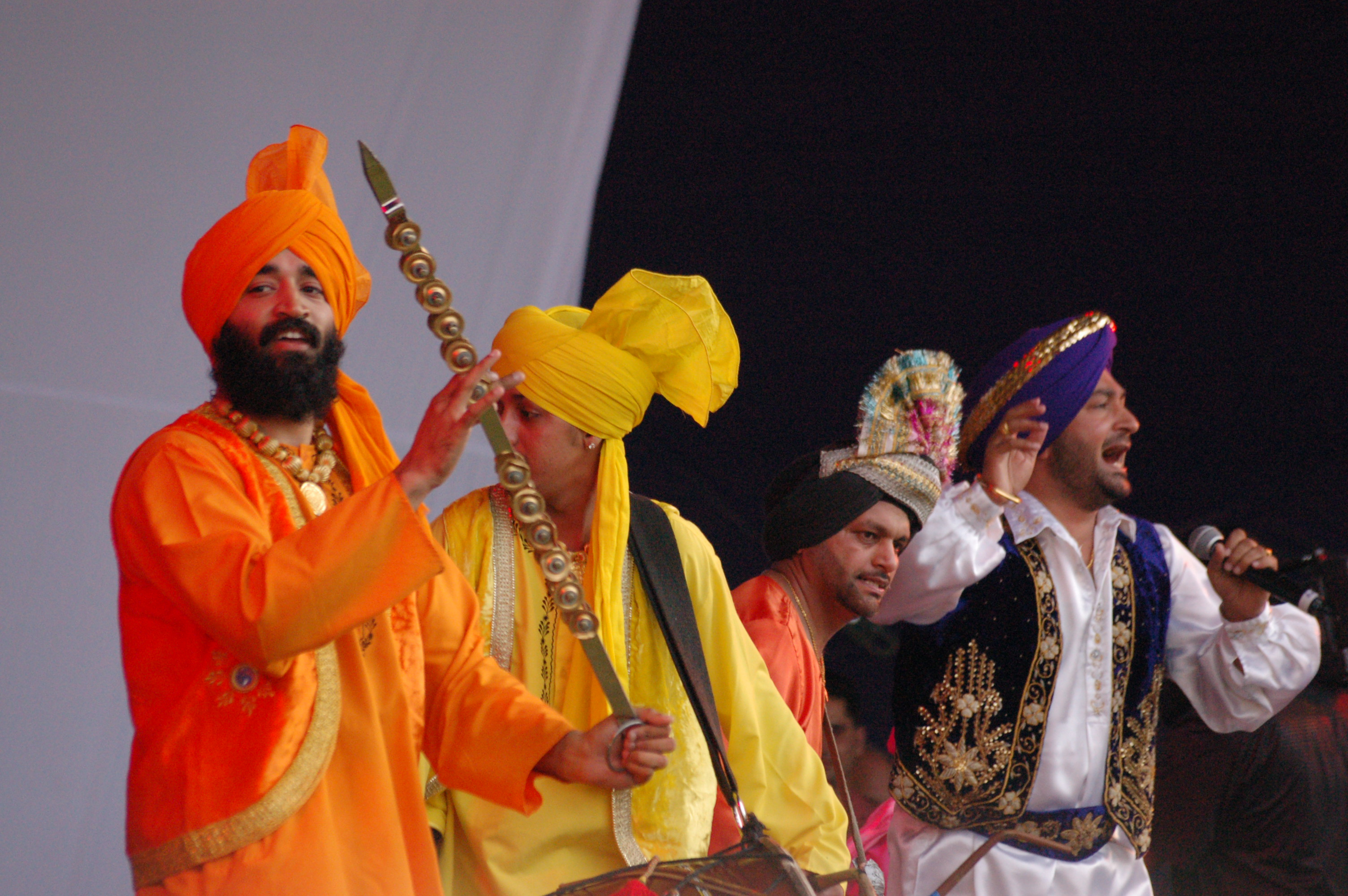
印度音乐演奏

音乐是自从人类出现后就伴随着人类的进化而发展的，因此世界各地都有自己独特的音乐形式和乐器，虽然世界各地的音乐理论发育并不平衡，但音乐风格各异，都有自己的发展道路。现代音乐广泛吸收了世界各地的音乐素材，各地的音乐对世界音乐的发展都有自己的贡献。
- 日本音乐
- 朝鲜音乐
- 非洲音乐
- 阿拉伯音乐
- 印度音乐
- 古巴音乐
- 拉丁美洲音乐

## 二十世紀中期以後的流行音樂

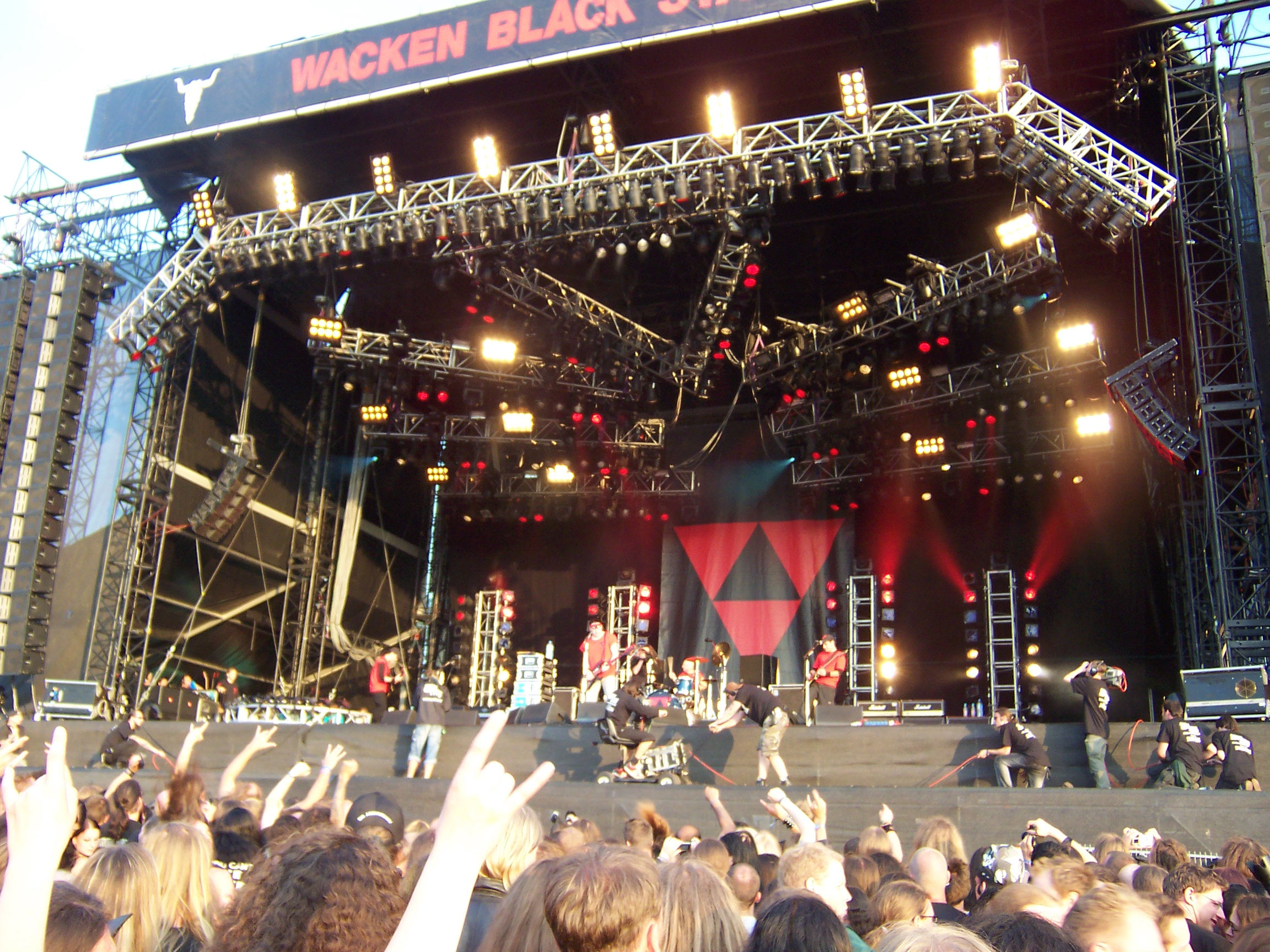
现代流行音乐中的搖滾樂演奏

二十世纪中期以后发展起来的流行音乐违背了古典音乐的理论，吸收了世界各地的地方音乐成分，强调了群众参与，听众再也不是静静地聆听音乐的旁听者，而是热烈的参与者。音乐回归到原始的载歌载舞的形式，更能调动人们的情绪，因此受到年轻人的热烈欢迎，打破地域、民族、国界的限制，在全世界广泛流行。
- 節奏藍調（Rhythm and blues）
- 電子音樂（Electronic Music），常被稱為Electronica或EDM（Electronic Dance Music）、或是錯誤的泛稱為鐵克諾（Techno）
- 嬉蹦音樂或嘻哈（Hip-Hop）
- 新世纪音乐或新纪元音乐（New Age music）
- 搖滾樂（Rock & roll）
- 爵士樂（Jazz）

## 媒体和技术
作曲家创作的音乐可以通过几种媒体传播；最传统的是现场体验，作为观众或者演奏者之一。现场音乐也可以通过无线电、电视或者因特网广播。有些音乐风格注重为表演而发音，有些则注重产生录音然后用于后期混响合成，它们从不被“直播”。现场表演风格的音乐在录制时也经常采用编辑和分离的功能以产生听起来比实际演出“更好”的效果。

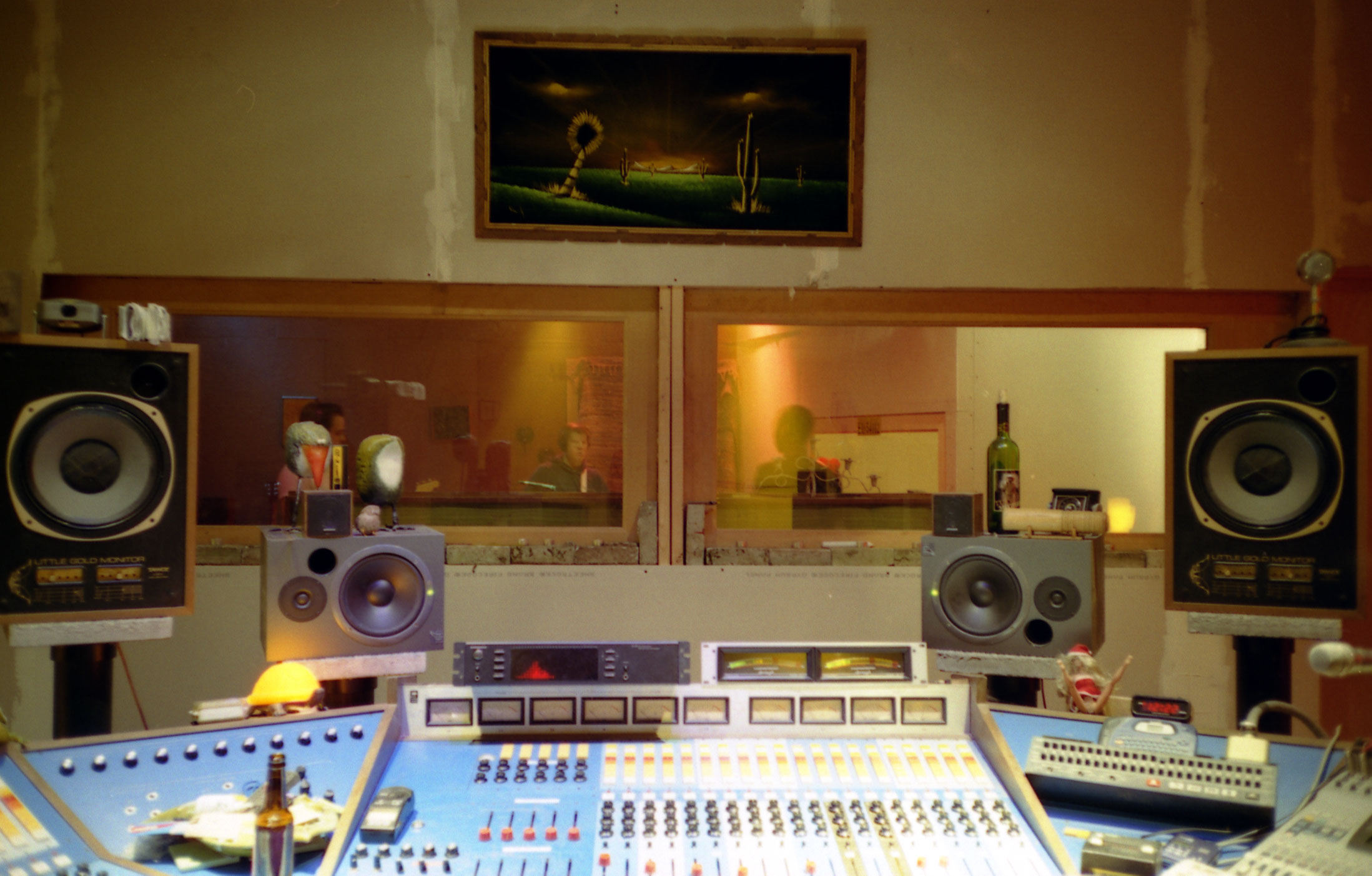
音乐录制间

由于引入了保护演奏者，作曲家，发行商和制作人的法律，譬如美国的1992年家庭录制法案（Home Recording Act），以及英国1979年修订的用于保护文学和艺术作品的Berne规范，录音和现场演出也变得更易通过计算机，设备，和因特网用一种通常称为音乐随选（music-on-demand）的形式获得。
在很多文化中，有些音乐的表演和聆听没有很大的区别，因为现场每个人都以集体形式通过某种方式涉及到音乐活动中来。在工业化的国家，通过录制形式，譬如听音乐录音或是观看音乐录像，成了最为普遍的感受现场演出的形式，这种形式大致开始于20世纪中叶。
有时，现场演出采用了预先录制的声音。例如，DJ可以使用唱片来制造刮碟效果，而有些20世纪的作品用独唱或独奏表演和预制的磁带音乐同时进行。计算机和或多键盘乐器可以用来编程产生和播放MIDI音乐。听众也可以通过卡拉OK成为演出者，这种形式为日本人创造，它采用录像和无声乐的音轨，这样演出者就可以将他们自己的声音加上去。

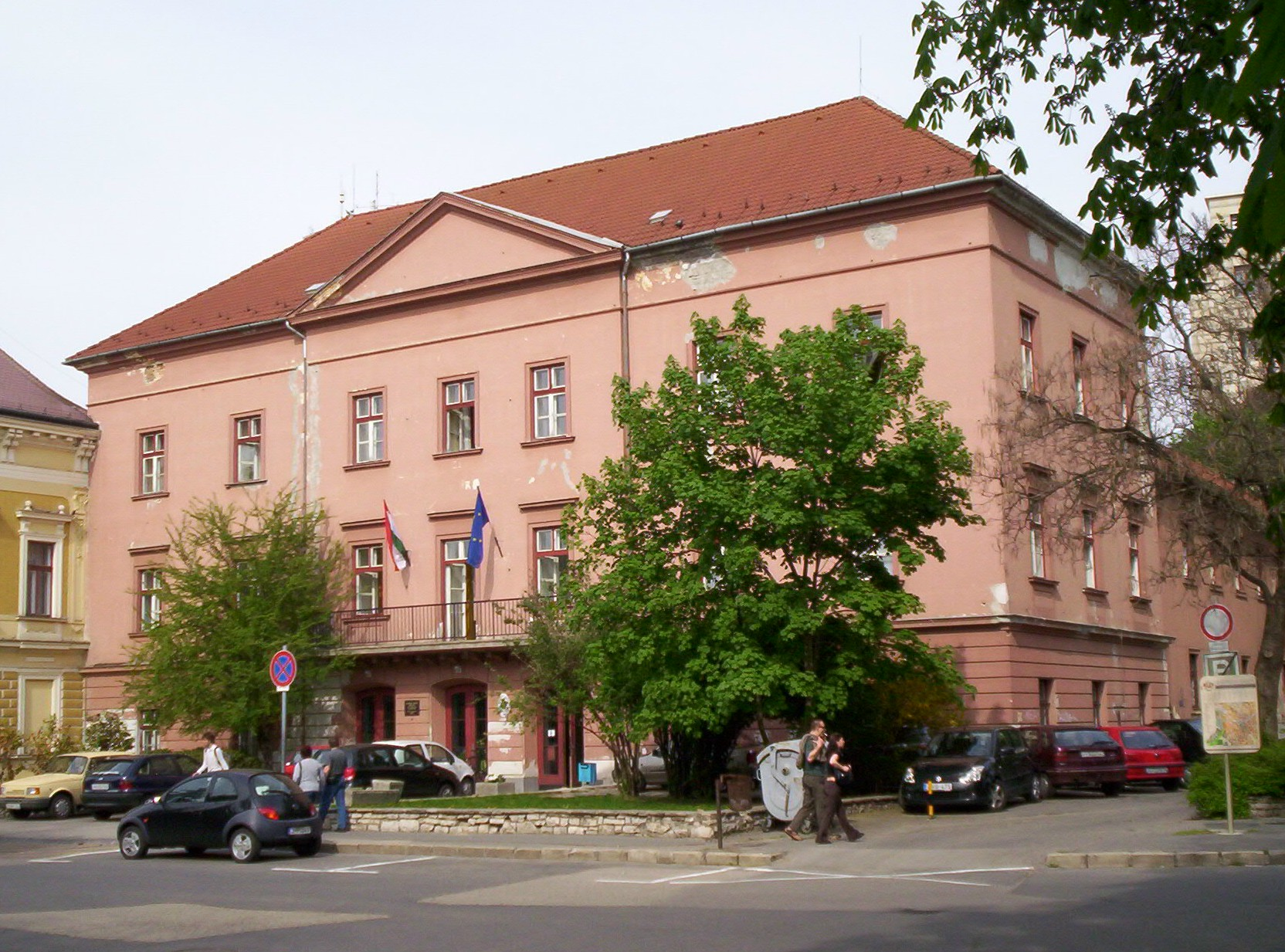
匈牙利的音乐学校

## 教育
音乐是初等教育的一个重要组成部分，是培养孩子们艺术素养的有效工具，在世界各地一般从幼儿园音乐教育都已经开始了。古代中国將音樂視為士大夫應具備的六藝才能之一，至於現今中國正规音乐教育持续到九年义务教育结束，即初中毕业。普通高中一般也开设音乐课。
作为专业音乐人员一般要经过专门的高等音乐教育，不过在目前从事通俗歌曲和流行音乐的专业人员，大部分都没有经过音乐专门的高等教育，都是依靠本身的才能和自我学习。

## 参看
- 乐器
- 音乐家列表
- 音乐术语列表
- 音乐形式列表
- 音樂類型列表
- 管弦樂團列表

## 延伸阅读
[在维基数据编辑]
 《欽定古今圖書集成·經濟彙編·樂律典·樂律總部》，出自陈梦雷《古今圖書集成》